# 竹山镇 (宜良县)
竹山镇，是中华人民共和国云南省昆明市宜良县下辖的一个镇。

## 行政区划
竹山镇下辖以下地区：
禄丰村社区、徐家渡社区、团山社区、尼者村、豆达村、密枝棵村、白车勒村、班庄村、路纳村、左列村、白尼莫村、乌旧村、路则村、竹山村、竹林村、干塘子村、先锋村、麦地山村和叠水村。